# Nati nel 1921/Gennaio
| Questa pagina contiene informazioni ricavate automaticamente dalle voci biografiche con l'ausilio del template Bio e di un bot. L'aggiornamento è periodico e automatico e ricostruisce completamente la pagina. Se manca una persona in questa lista, sei pregato di non aggiungerla, ma accertati piuttosto che la sua voce biografica contenga il template Bio e che i dati anagrafici siano correttamente compilati. Se il template Bio manca, inseriscilo tu stesso o, in alternativa, metti l'avviso {{tmp\|Bio}} che ne segnala la mancanza. Se i dati riportati sono sbagliati, correggi direttamente la voce biografica; le modifiche saranno visibili in questa lista entro pochi giorni. Per chiarimenti vedi il progetto biografie. La lista contiene solo le 206 persone che sono citate nell'enciclopedia e per le quali è stato implementato correttamente il template Bio. Pagina aggiornata al 26 lug 2025. |

- 1º gennaio - Elsa Albani, attrice italiana († 2004)
- 1º gennaio - César Baldaccini, scultore francese († 1998)
- 1º gennaio - Regina Bianchi, attrice italiana († 2013)
- 1º gennaio - Cliff Bourland, velocista statunitense († 2018)
- 1º gennaio - György Debrödy, militare e aviatore ungherese († 1982)
- 1º gennaio - Stefano Ferrari, calciatore italiano
- 1º gennaio - Philippe Fuchs, calciatore e allenatore di calcio svizzero († 2001)
- 1º gennaio - Félix Galimi, schermidore argentino († 2005)
- 1º gennaio - Ottó Jónsson, calciatore islandese († 1995)
- 1º gennaio - John Logan, cestista e allenatore di pallacanestro statunitense († 1977)
- 1º gennaio - Alain Mimoun, maratoneta e mezzofondista francese († 2013)
- 1º gennaio - Bruno Pallesi, cantante, paroliere e produttore discografico italiano († 1987)
- 1º gennaio - Antonio Pelliccia, generale, aviatore e storico italiano († 2016)
- 1º gennaio - Ralph Alexander Raphael, chimico inglese († 1998)
- 1º gennaio - Elio Ruffo, regista italiano († 1972)
- 1º gennaio - Guido Saba, critico letterario italiano († 2013)
- 1º gennaio - Hossein Vahid Khorasani, giurista iraniano
- 1º gennaio - Ismail al-Faruqi, filosofo palestinese († 1986)
- 2 gennaio - Daniele Borsato, calciatore italiano
- 2 gennaio - Biagio Brancato, pittore, scultore e incisore italiano († 2002)
- 2 gennaio - Hal Gensichen, cestista statunitense († 1990)
- 2 gennaio - Gioacchino Giangregorio, politico italiano († 1996)
- 2 gennaio - Herbert Walter Levi, aracnologo statunitense († 2014)
- 2 gennaio - Jean Luciano, calciatore francese († 1997)
- 2 gennaio - Francesco Malfatti, politico italiano († 2009)
- 2 gennaio - Erminio Teruzzi, calciatore italiano († 2010)
- 3 gennaio - Herta Bothe, militare tedesca († 2000)
- 3 gennaio - Henri Denis, presbitero e teologo francese († 2015)
- 3 gennaio - Robert Lapoujade, regista, pittore e scrittore francese († 1993)
- 3 gennaio - Gaspare Parvis, allenatore di calcio e calciatore italiano († 1991)
- 3 gennaio - John Russell, attore e militare statunitense († 1991)
- 4 gennaio - Giuseppe Bennati, regista e sceneggiatore italiano († 2006)
- 4 gennaio - Peter Momber, calciatore tedesco († 1975)
- 4 gennaio - Francesco Nazzaro, pittore italiano († 2009)
- 5 gennaio - Friedrich Dürrenmatt, scrittore, drammaturgo e pittore svizzero († 1990)
- 5 gennaio - Giovanni di Lussemburgo, sovrano lussemburghese († 2019)
- 5 gennaio - Dora Marra, bibliotecaria italiana († 2012)
- 5 gennaio - Dario Puccini, ispanista, traduttore e critico letterario italiano († 1997)
- 5 gennaio - Renato Roberti, presbitero e partigiano italiano († 1997)
- 5 gennaio - Norman Robinson, calciatore inglese († 1990)
- 5 gennaio - Eva-Maria Voigt, filologa classica tedesca († 2013)
- 6 gennaio - Franco Busetto, politico e partigiano italiano († 2015)
- 6 gennaio - Adriana Facchetti, attrice italiana († 1993)
- 6 gennaio - Egidio Feruglio, ciclista su strada italiano († 1981)
- 6 gennaio - Luisa Garella, attrice italiana († 1983)
- 6 gennaio - Guido Lelli, ciclista su strada italiano († 1986)
- 6 gennaio - Freddie Lewis, cestista e allenatore di pallacanestro statunitense († 1994)
- 7 gennaio - Evgenij Babič, hockeista su ghiaccio e calciatore sovietico († 1972)
- 7 gennaio - Noëlle Norman, attrice francese († 1985)
- 7 gennaio - Sante Maria Romitelli, compositore e direttore d'orchestra italiano († 2004)
- 7 gennaio - Jules Schelvis, scrittore e storico olandese († 2016)
- 8 gennaio - Piero Carminati, militare italiano († 2015)
- 8 gennaio - Oscar Messora, calciatore italiano
- 8 gennaio - Vincenzo Perruchon, fondista italiano († 2005)
- 8 gennaio - Leonardo Sciascia, scrittore, giornalista e saggista italiano († 1989)
- 9 gennaio - Francisco Castillo, nuotatore e pallanuotista spagnolo († 1997)
- 9 gennaio - Enrico Colosimo, regista e sceneggiatore italiano († 2002)
- 9 gennaio - Ágnes Keleti, ginnasta ungherese († 2025)
- 9 gennaio - Telesforo Lorenzo Gama, calciatore spagnolo († 2013)
- 9 gennaio - George Stobbart, calciatore inglese († 1995)
- 9 gennaio - György Szabó, calciatore ungherese († 1962)
- 9 gennaio - Alessandro Tognoloni, militare italiano († 2007)
- 10 gennaio - Turi Ferro, attore italiano († 2001)
- 10 gennaio - Felice Musazzi, attore teatrale, commediografo e regista teatrale italiano († 1989)
- 10 gennaio - Gualtiero Nativi, pittore italiano († 1999)
- 10 gennaio - Gino Palumbo, giornalista italiano († 1987)
- 10 gennaio - Rodger Ward, pilota automobilistico statunitense († 2004)
- 11 gennaio - Kathleen Byron, attrice inglese († 2009)
- 11 gennaio - Fabio Maria Crivelli, giornalista e scrittore italiano († 2009)
- 11 gennaio - Nicolás Falero, calciatore uruguaiano († 1986)
- 11 gennaio - Héctor García Godoy, avvocato e politico dominicano († 1970)
- 11 gennaio - Gory Guerrero, wrestler statunitense († 1990)
- 11 gennaio - Vladimír Hönig, calciatore cecoslovacco († 1999)
- 11 gennaio - Juanita Kreps, politica e economista statunitense († 2010)
- 11 gennaio - Roberto Moscardini, partigiano italiano († 1944)
- 11 gennaio - Settimio Pagnini, allenatore di pallacanestro e partigiano italiano († 2015)
- 11 gennaio - Dina Rinaldi, giornalista italiana († 1997)
- 12 gennaio - Alfredo Rodrigues da Motta, cestista brasiliano († 1998)
- 12 gennaio - Enrica Corti, attrice italiana († 2010)
- 12 gennaio - John Davis, sollevatore statunitense († 1984)
- 12 gennaio - Felix Maria Davídek, vescovo cattolico cecoslovacco († 1988)
- 12 gennaio - Karl Berg, calciatore tedesco († 2007)
- 12 gennaio - Sergej Tarasov, cestista sovietico
- 13 gennaio - Josep Camarena Mahiques, storico spagnolo († 2004)
- 13 gennaio - Necati Cumalı, scrittore e poeta turco († 2001)
- 13 gennaio - Tatiana Dokoudovska, ballerina, insegnante e coreografa francese († 2005)
- 13 gennaio - Felixberto Camacho Flores, arcivescovo cattolico statunitense († 1985)
- 13 gennaio - Mario Foglia, allenatore di calcio e calciatore italiano († 1999)
- 13 gennaio - Virginia Maples, attrice e ballerina statunitense († 2010)
- 14 gennaio - Murray Bookchin, filosofo, anarchico e sociologo statunitense († 2006)
- 14 gennaio - Roger Carré, calciatore francese († 1996)
- 14 gennaio - Grace Hoffman, mezzosoprano statunitense († 2008)
- 14 gennaio - Todd Karns, attore statunitense († 2000)
- 14 gennaio - Mario Pomilio, scrittore, saggista e giornalista italiano († 1990)
- 14 gennaio - Alice Psacaropulo, insegnante, pittrice e collezionista d'arte italiana († 2018)
- 14 gennaio - Kenny Sailors, cestista e allenatore di pallacanestro statunitense († 2016)
- 14 gennaio - Felice Spadaccini, politico italiano († 2005)
- 15 gennaio - Cliff Barker, cestista e allenatore di pallacanestro statunitense († 1998)
- 15 gennaio - Serafino Montanari, calciatore e allenatore di calcio italiano († 1988)
- 15 gennaio - Marco Petta, abate italiano († 2007)
- 15 gennaio - Giuseppe Sgarbi, farmacista e scrittore italiano († 2018)
- 16 gennaio - José Arribas, allenatore di calcio e calciatore spagnolo († 1989)
- 16 gennaio - Jolena Baldini, scrittrice italiana († 2009)
- 16 gennaio - Cromie McCandless, pilota motociclistico britannico († 1992)
- 16 gennaio - Giuseppe Moro, calciatore e allenatore di calcio italiano († 1974)
- 16 gennaio - Giovanni Nannini, attore italiano († 2011)
- 16 gennaio - Bob Perina, giocatore di football americano statunitense († 1991)
- 16 gennaio - Marcel Rewenig, calciatore lussemburghese († 2004)
- 16 gennaio - Francesco Scavullo, fotografo statunitense († 2004)
- 16 gennaio - George Thomson, giornalista e politico britannico († 2008)
- 17 gennaio - Dehl Berti, attore statunitense († 1991)
- 17 gennaio - Giovanni Gennari, calciatore italiano († 1990)
- 17 gennaio - Joseph Mertens, archeologo belga († 2007)
- 17 gennaio - Charlie Mitten, allenatore di calcio e calciatore inglese († 2002)
- 17 gennaio - Antonio Prohías, fumettista cubano († 1998)
- 17 gennaio - Paul Stevens, attore cinematografico e attore televisivo statunitense († 1986)
- 18 gennaio - Osvaldo Abbondanza, ingegnere e partigiano italiano († 2006)
- 18 gennaio - Domenico De Robertis, critico letterario e filologo italiano († 2011)
- 18 gennaio - Jackie Goldsmith, cestista statunitense († 1968)
- 18 gennaio - Cesare Matteini, politico italiano († 2013)
- 18 gennaio - Yōichirō Nambu, fisico giapponese († 2015)
- 18 gennaio - Belding Hibbard Scribner, medico statunitense († 2003)
- 18 gennaio - Antonio Téllez Sola, giornalista, storico e anarchico spagnolo († 2005)
- 18 gennaio - Libero Tresoldi, vescovo cattolico italiano († 2009)
- 19 gennaio - Gunther Baumann, allenatore di calcio e calciatore tedesco († 1990)
- 19 gennaio - William Bentvena, mafioso statunitense
- 19 gennaio - Luigi Galliani, calciatore italiano († 2012)
- 19 gennaio - Patricia Highsmith, scrittrice statunitense († 1995)
- 19 gennaio - Remigio Ragonesi, arcivescovo cattolico italiano († 2000)
- 20 gennaio - Antonio Borme, insegnante italiano († 1992)
- 20 gennaio - Vinicio Cortese, partigiano e militare italiano († 1944)
- 20 gennaio - Bernt Engelmann, scrittore e giornalista tedesco († 1994)
- 20 gennaio - Enrico Gentile, cantante italiano († 2012)
- 20 gennaio - René Paul, schermidore britannico († 2008)
- 20 gennaio - Telmo Zarra, calciatore spagnolo († 2006)
- 21 gennaio - Mario Celio, partigiano italiano († 1944)
- 21 gennaio - Maria Lisa Cinciari Rodano, partigiana e politica italiana († 2023)
- 21 gennaio - Eugenio Corti, scrittore e saggista italiano († 2014)
- 21 gennaio - Alexis Damianos, attore e regista greco († 2006)
- 21 gennaio - John Doucette, attore statunitense († 1994)
- 21 gennaio - Charles Eric Maine, scrittore di fantascienza e sceneggiatore britannico († 1981)
- 21 gennaio - Andreas Ostler, bobbista tedesco († 1988)
- 21 gennaio - Josep Pintat-Solans, politico andorrano († 2007)
- 22 gennaio - Arno Arutjunovič Babadžanjan, compositore e pianista sovietico († 1983)
- 22 gennaio - Krzysztof Kamil Baczyński, poeta polacco († 1944)
- 22 gennaio - José Cabrera, cestista messicano († 2016)
- 22 gennaio - Vasco Mariz, storico, musicologo e diplomatico brasiliano († 2017)
- 22 gennaio - Antonio Piloni, calciatore italiano
- 22 gennaio - Mario Semoli, calciatore italiano († 2000)
- 23 gennaio - Hermann Baumann, lottatore svizzero
- 23 gennaio - Louis Caput, ciclista su strada, pistard e dirigente sportivo francese († 1985)
- 23 gennaio - Jole De Cillia, partigiana italiana († 1944)
- 23 gennaio - Silvio Gazzaniga, scultore e designer italiano († 2016)
- 23 gennaio - Marija Gimbutas, archeologa e linguista lituana († 1994)
- 23 gennaio - Léo Major, militare canadese († 2008)
- 23 gennaio - Maria Luisa Petroni, pittrice italiana († 1977)
- 23 gennaio - Joop Stoffelen, calciatore olandese († 2005)
- 24 gennaio - Fredi Chiappelli, filologo e storico della letteratura italiano († 1990)
- 24 gennaio - Sybil Connolly, stilista irlandese († 1998)
- 24 gennaio - Gianfranco Corsini, giornalista italiano († 2010)
- 24 gennaio - Luigi Lenzi, calciatore italiano
- 24 gennaio - Ermelindo Lovagnini, calciatore italiano († 1973)
- 24 gennaio - Gianfranco Maris, politico, avvocato e partigiano italiano († 2015)
- 24 gennaio - Beatrice Mintz, genetista e biologa statunitense († 2022)
- 24 gennaio - Nasser Moghaddam, generale e agente segreto iraniano († 1979)
- 24 gennaio - Richie Niemiera, cestista e allenatore di pallacanestro statunitense († 2003)
- 25 gennaio - Valerio Bertini, scrittore italiano († 2011)
- 25 gennaio - Samuel Cohen, fisico statunitense († 2010)
- 25 gennaio - Marcello Del Bello, tennista italiano († 1988)
- 25 gennaio - Josef Holeček, canoista cecoslovacco († 2005)
- 25 gennaio - Willy Olsen, calciatore norvegese († 1995)
- 25 gennaio - Jurij Nikolaevič Ozerov, regista e sceneggiatore sovietico († 2001)
- 25 gennaio - Ismer Piva, politico italiano († 1993)
- 25 gennaio - Italo Federico Quercia, fisico italiano († 1987)
- 25 gennaio - Alfred Reed, compositore statunitense († 2005)
- 26 gennaio - Tancredi Dotta Rosso, politico italiano († 1976)
- 26 gennaio - Erich Kostner, dirigente sportivo italiano († 2018)
- 26 gennaio - Akio Morita, fisico e imprenditore giapponese († 1999)
- 27 gennaio - Ludwig Durek, calciatore e allenatore di calcio austriaco († 2000)
- 27 gennaio - Georges Mathieu, pittore francese († 2012)
- 27 gennaio - Donna Reed, attrice statunitense († 1986)
- 28 gennaio - Roberto Bortoluzzi, giornalista e conduttore radiofonico italiano († 2007)
- 28 gennaio - Omero Carmellini, calciatore italiano († 1997)
- 28 gennaio - Orazio Frugoni, pianista italiano († 1997)
- 28 gennaio - Arthur Allen Hoag, astronomo statunitense († 1999)
- 28 gennaio - Vytautas Norkus, cestista lituano († 2014)
- 29 gennaio - Mustafa Ben Halim, politico libico († 2021)
- 29 gennaio - Renato Bertacchini, giornalista e critico letterario italiano († 2011)
- 29 gennaio - Filippo Cavalli, calciatore italiano († 2004)
- 29 gennaio - Hans Dichand, giornalista austriaco († 2010)
- 29 gennaio - Alec Fila, trombettista statunitense († 2001)
- 29 gennaio - Edmondo Maturo, calciatore italiano
- 29 gennaio - Max Schirschin, allenatore di calcio e calciatore tedesco († 2013)
- 29 gennaio - Luigi Spadoni, calciatore italiano († 2010)
- 30 gennaio - Ken Dagnall, arbitro di calcio britannico († 1995)
- 30 gennaio - Carmelo Di Bella, allenatore di calcio e calciatore italiano († 1992)
- 30 gennaio - Lidia Proietti, pianista italiana († 2014)
- 30 gennaio - Renato Righetto, arbitro di pallacanestro brasiliano († 2001)
- 31 gennaio - John Agar, attore statunitense († 2002)
- 31 gennaio - Riccardo Allorto, musicologo e insegnante italiano († 2015)
- 31 gennaio - Eva-Maria Buch, attivista tedesca († 1943)
- 31 gennaio - Carol Channing, attrice e cantante statunitense († 2019)
- 31 gennaio - Mario Lanza, tenore, attore e showman statunitense († 1959)
- 31 gennaio - Robert Mandrou, storico francese († 1984)
- 31 gennaio - Kurt Marti, poeta svizzero († 2017)
- 31 gennaio - Dominique Sourdel, storico e scrittore francese († 2014)